# 1er régiment à pied de la Garde
Pour les articles homonymes, voir 1er régiment.
 (décembre 2024).
Si vous disposez d'ouvrages ou d'articles de référence ou si vous connaissez des sites web de qualité traitant du thème abordé ici, merci de compléter l'article en donnant les références utiles à sa vérifiabilité et en les liant à la section « Notes et références ».
Le 1er régiment à pied de la Garde fut formé en 1806 à la suite des défaites prussiennes contre Napoléon à Iéna et Auerstædt, à partir des unités encore valides de la vieille garde royale de Prusse. Il forma d'emblée le régiment de la garde personnelle des rois de Prusse. Tous les souverains et les princes du sang, jusqu'à Guillaume II (qui arborait d'ailleurs une multitude d'uniformes) porteront l'uniforme de ce régiment. Le roi de Prusse était de plein droit chef de régiment, chef du 1er bataillon et chef de la 1re compagnie de ce régiment. Aussi cette unité d'élite tenait-elle le premier rang dans l'armée prussienne puis de l'empire allemand, ce qui se manifestait entre autres par le fait que les officiers du 1er Régiment de la Garde avaient le privilège de défiler devant les princes et le Corps diplomatique lors de la présentation au trône chaque nouvel an. On désignait officieusement cette unité comme le « Premier régiment de la Chrétienté » (Ersten Regiment der Christenheit).

Le régiment et l'ensemble de son contingent résidaient dans leur caserne de la Priesterstrasse à Potsdam, juste en face de l’église dite justement Garnisonkirche, et du château de Potsdam. Le lien étroit qui unissait ce régiment aux princes de Prusse tenait au fait qu'il recevait ses ordres directement du roi de Prusse et que tous les princes entraient dans l'armée avec le grade de Lieutenant à leur dixième anniversaire par incorporation dans ce régiment : ils y recevaient leur formation de soldat. Enfin, la plupart des exercices militaires s'effectuaient dans les Lustgarten (de), à proximité immédiate du château.

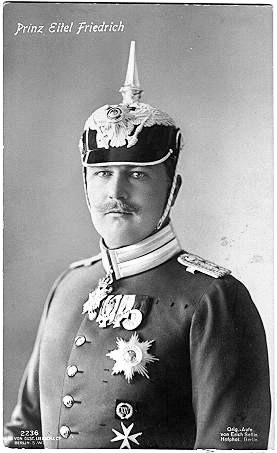
Le prince Eitel-Frédéric de Prusse en uniforme de capitaine du 1er Régiment de la Garde.

Outre les devoirs de sécurité et de représentation typiques d'un corps de garde princier, le 1er régiment d'infanterie de la Garde prussienne servait aussi en temps de paix de bataillon des cadets et d'unité expérimentale. Elle ne fut pas seulement la première à tester les nouveaux uniformes, paquetages ou armes avant leur généralisation à toute l'infanterie du royaume : on y mit en application probatoire les règlements militaires successifs, et on les y adapta par degrés. C'est pour cette raison que le bataillon des cadets de Potsdam était affilié au 1er Régiment de la Garde, ses officiers exerçant aussi dans le régiment.
Comme tous les régiments de la « Vieille Armée » (c'est-à-dire de l'Armée prussienne jusqu'en 1871, qui deviendra par la suite une composante centrale de la Deutsches Heer), le 1er Régiment d'infanterie de la Garde prussienne fut dissous à la fin de la Première Guerre mondiale et intégré à la Reichswehr. Au sein de ce 9e régiment d'infanterie de la Wehrmacht, on y conserva cependant les traditions de la garde prussienne jusqu'à la fin de la Seconde Guerre mondiale. Et depuis 1961, elles ont été reprises par le bataillon d'honneur de la Bundeswehr (d'abord seulement la 2e compagnie, et depuis 1991 tout un bataillon). Dès 1921, les vétérans du 1er Régiment d'infanterie de la Garde prussienne se constituèrent en association (Verein zur Pflege der Tradition und Kameradschaft), et y admirent les vétérans des unités héritières de leur tradition. Reprenant la devise du régiment et de ses successeurs, Semper Talis ("Toujours"), qui était aussi leur cri de guerre, l’association s'appelle aujourd'hui Semper talis Bund.

## Histoire

### Les prédécesseurs

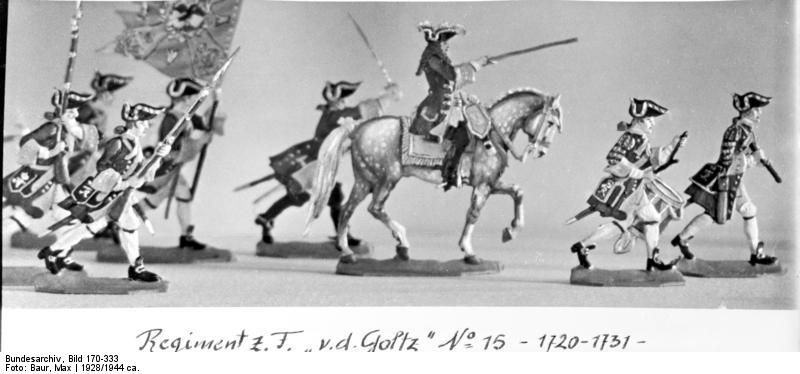
Figurines en plomb représentant le vieux 15e régiment d'infanterie 'von der Goltz ou Kronprinz (1720–1730).

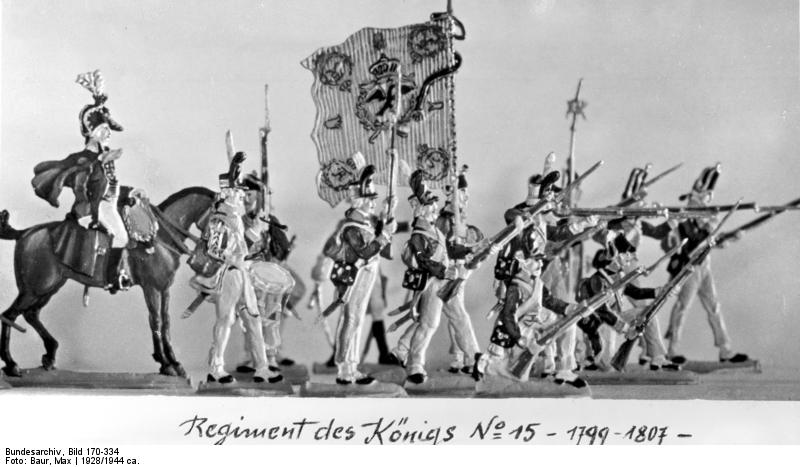
Figurines en plomb représentant l’ancien « régiment du roi » (1799–1807).

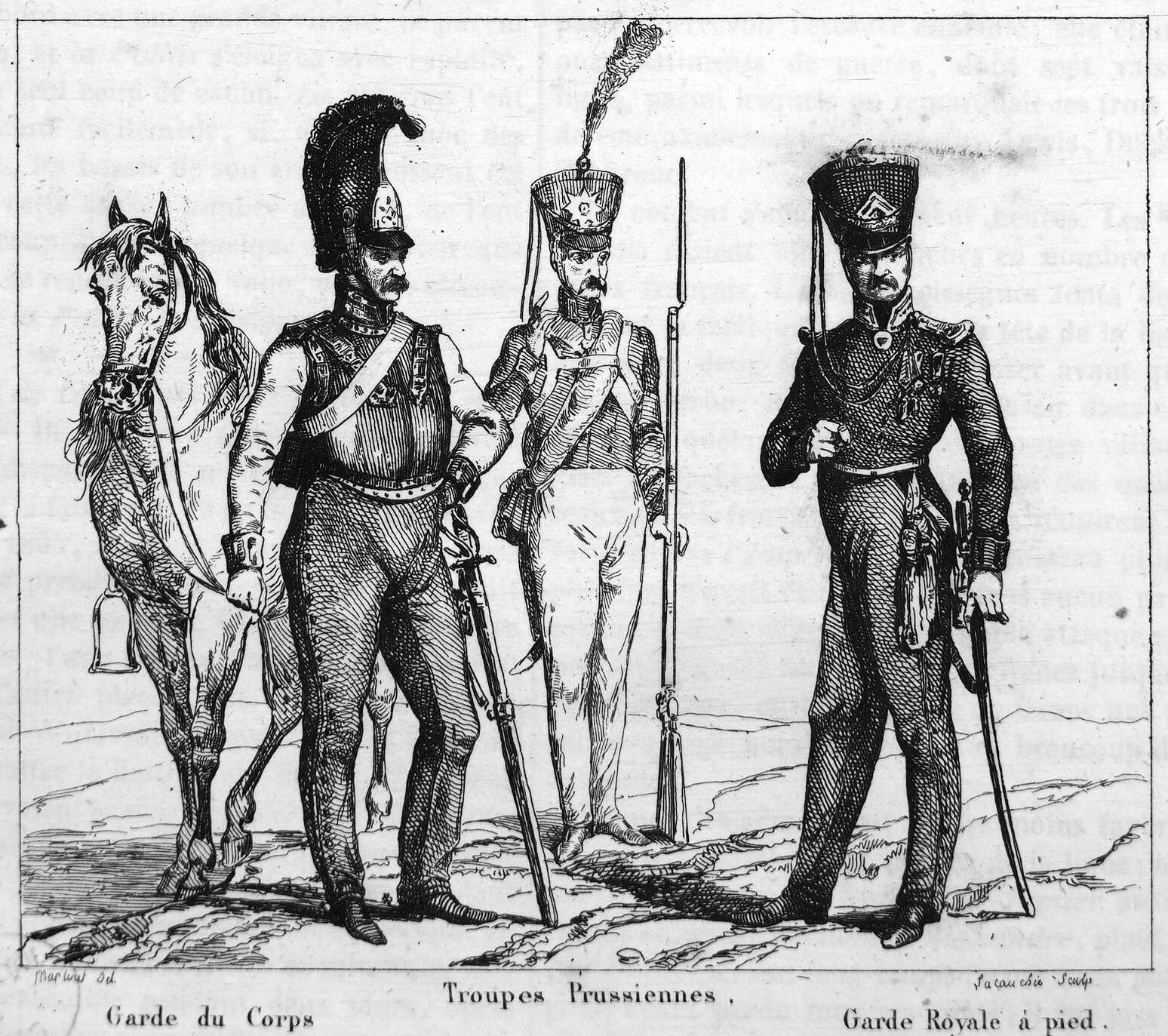
Troupes de la garde royale vers 1815, à gauche un garde du corps, au centre un fantassin en grand uniforme de l'infanterie de ligne prussienne et à droite un fantassin de la garde à pied du royaume de Prusses,.

Jusqu'à la réforme de l'armée prussienne en 1806, deux régiments d'infanterie se partageaient les fonctions de garde princière : ils devaient naturellement former le premier noyau du nouveau 1er régiment d'infanterie de la Garde.
- 6e régiment d'infanterie Lange Kerls
- Garde du roi (Königsgarde)

Ce furent ces mêmes régiments qui, commandés respectivement, l'un (les géants du Lange Kerl) par le « roi-sergent » Frédéric-Guillaume Ier, l'autre par son fils Frédéric le Grand alors qu'ils n'étaient que princes héritiers, devinrent naturellement leur garde personnelle après leur couronnement. Ce fut d'ailleurs Frédéric le Grand qui éleva le régiment de son père au rang de régiment de la Garde.
Ainsi, avec ces deux régiments de la vieille armée prussienne, la tradition de la Garde remonte jusqu'au 10 juin 1675, date de création du 6e régiment d'infanterie Kurprinz (litt. prince-électeur, sous-entendu de Brandebourg).

### Origines du régiment
Les défaites d'Iéna et d'Auerstædt, le 14 octobre 1806, avaient décimé avec le reste de l'armée prussienne les deux vieux régiments d'infanterie de la Garde (le 6e et le 15e) : ne subsistaient que les troupes de la garde personnelle du Ier bataillon du 15e régiment, commandées par le Lieutenant en second Julius Ludwig von Pogwisch (de) : chargées de couvrir le quartier-général et la personne du prince, elles assurèrent la fuite de la famille royale avec ses effets personnels jusqu'à Memel, en province de Prusse-Orientale. Le 4 novembre 1806, le quartier général et son escorte entraient à Graudenz.
Le noyau de ce qui allait devenir le 1er régiment d'infanterie de la Garde fut d'abord réformé sous le titre de Garde-Depot. Cette unité était conçue comme un refuge pour les prisonniers de guerre prussiens libérés ou ayant fui la captivité, et plus généralement pour tous les hommes capables de porter les armes. Sur cette base, le roi de Prusse décida de profiter de la désintégration de son armée pour réformer sa garde et par delà, toute l'armée prussienne.
Des 25 hommes de la garde personnelle dont disposait encore le lieutenant von Pogwisch, l'effectif se trouva doublé en l'espace de seulement deux semaines par incorporation de soldats de la Vieille Garde, qui après la capitulation de leur généraux s'étaient frayé avec plus ou moins de bonheur un chemin jusqu'au quartier-général du roi. Ce ralliement leur fut d'autant plus pénible que le camp royal était perpétuellement en marche. Encore deux semaines plus tard, les premiers contingents de relève qu'on avait prélevés dans les régiments de Prusse-Occidentale et de Prusse-Orientale pour être versés dans la Garde du Roi arrivaient. Le 24 novembre 1806, la Garde-Depot comptait environ 80 soldats ; mais elle était encore impropre au combat, et il n'était pas envisagé de la faire combattre : il s'agissait bien plutôt, comme son nom l'indique, d'une unité d'accueil pour les soldats de la Vieille Garde qui, jour après jour, ralliaient le camp du roi de Prusse. Blessés au combat contre les Français, il leur fallait récupérer de leurs blessures avant de pouvoir prendre la route à travers des chemins longs et hasardeux, ou parvenir à s'enfuir des camps de prisonniers. Au bout de trois mois, il y avait suffisamment d'hommes et de sous-officiers rassemblés à Memel, pour que le 24 janvier 1807 la Garde-Dépôt puisse être organisée en deux compagnies. Pogwisch continua à commander la Garde-Dépôt, mais reçut en outre la direction de la 1re compagnie du régiment, la future garde personnelle ; quant à la 2e compagnie, son commandement incomba au lieutenant Heinrich W. Friedrich von Below. En avril, les circonstances décidèrent enfin Frédéric-Guillaume III à remplacer le lieutenant von Pogwisch, sous-officier jeune et encore peu expérimenté, par le commandant Gustav von Kessel, mais lui laissa le commandement de la 1re compagnie. C'est qu'entretemps les combats reprenaient aux côtés de la Russie alliée contre Napoléon. La défaite des troupes coalisées lors de la bataille de Friedland et l'occupation de Königsberg, capitale historique de Prusse, par les Français, mena finalement à un armistice, qui se conclut par la Paix de Tilsit. Conséquence de cet armistice, Frédéric-Guillaume III rédigea le 27 juin 1807 à Piktupöhnen-près-Tilsit la proclamation suivante :
« Puisqu'à présent l'armistice s'applique aussi à la Prusse, ce moment paraît le plus approprié pour faire des deux compagnies du 1er bataillon de la Garde 4 compagnies, aussi vous devez exécuter ce nouvel ordre immédiatement. »

### Constitution
Pour améliorer la cohésion des troupes des différentes unités, les deux compagnies furent dissoutes et l'on regroupa d'abord dans la 1re compagnie les vétérans du 1er bataillon (la « Garde Personnelle ») du 15e régiment de la Garde ; dans la 2e compagnie ceux du 6e bataillon de grenadiers de la Garde et enfin dans les deux dernières compagnies les rescapés des autres bataillons 15e régiment de la Garde. Des contingents de relève prélevés sur d'autres unités d'infanterie vinrent ensuite compléter l'effectif de chaque compagnie pour atteindre une taille identique. Simultanément, Frédéric-Guillaume avait trouvé l'inspiration de composer une marche militaire pour sa nouvelle Garde.
Après la signature du traité de Tilsitt (7 juillet 1807), la Garde reçut d'importants contingents issus des corps francs du comte von Krockow, qui s'était comporté avec héroïsme au siège de Dantzig et dont l'armistice stipulait la dissolution. Le maître de cavalerie von Krockow, officier du régiment de hussards de Blücher, avait constitué cette unité de plus de 1 000 hommes à la mi-janvier 1807 à partir de volontaires de Dantzig et de prisonniers évadés quelle que soit leur arme. Selon un commandement proclamé le 14 juillet 1807, la nouvelle Garde cessait de s'intituler, comme par le passé, « Garde personnelle » (Königliche Leibgarde), mais simplement « Garde d'infanterie ».

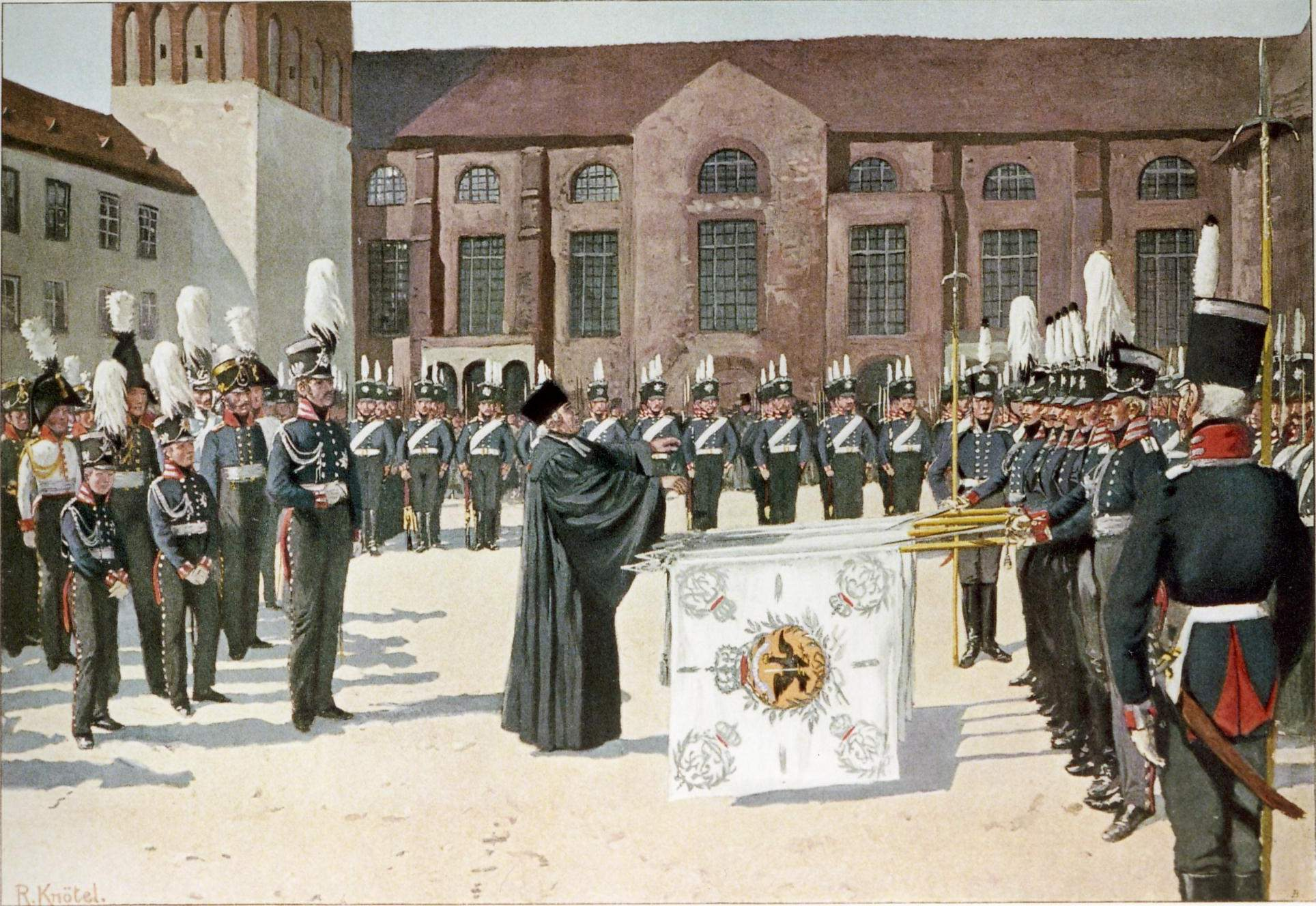
« La bénédiction du drapeau de la Garde en 1808 » (tableau de 1897).

Les 18 mois suivants se passèrent dans le calme et furent consacrés à la formation et à l'instruction des nouvelles recrues du bataillon, jusqu'à une nouvelle décision du roi, le 9 novembre 1808, ordonnant au commandant von Kessel de réorganiser à présent la Garde en deux bataillons de quatre compagnies chacun. L'officier divisa par conséquent chaque bataillon en deux, optant pour le maintien de l'intégrité des unités expérimentées. Il n'eut d'ailleurs que peu de temps pour mener cette réforme à terme : une ordonnance royale du 12 novembre 1808 venait consacrer les deux bataillons de grenadiers : Régiment d'infanterie de la Garde, puis le 17 mars 1809, ordre était donné de porter l'effectif de ces bataillons à 600 hommes chacun ; de détacher la Garde-Depot à Kœnigsberg avec trois officiers (à former) pour l'incorporation de troupes fraîches; enfin, de se préparer à constituer un nouveau bataillon d'infanterie de ligne de 600 hommes. Ce bataillon auxiliaire devait être constitué de fusiliers, les Grenadiers entrant dans l’infanterie lourde. La combinaison de deux unités d'infanterie d'armes différentes au sein d'un même régiment était inspirée par les idées les plus avancées de la pensée tactique d'alors. Le régiment avait ainsi la possibilité d'exécuter tous les mouvements d'une colonne sans devoir se mélanger à d'autres unités. Par ordonnance du 12 juin 1809, le nouveau bataillon reçut le titre de Garde-Füsilier-Bataillon, tout en demeurant intégré au Régiment d'Infanterie de la Garde.
Par une ordonnance de mai 1811, on constitua un nouveau bataillon Normal-Infanterie à partir de contingents prélevés dans toute l'armée, qui fut intégré au régiment d'infanterie de la Garde : le nom allemand indique qu'il s'agissait d'en faire une unité d'entraînement et d'essai des nouveaux règlements (Norm). Désormais, le régiment de la Garde, outre les fonctions de représentation protocolaire et de garde personnelle de la famille royale, devait former une unité d'élite, pouvant être engagée dans des circonstances décisives au cours d'une bataille. Vers la fin du mois de mars 1812, on forma un bataillon combiné à partir de contingents d'une unité de cavalerie d'élite, les Garde du Corps, et des fantassins du bataillon Normal-Infanterie : baptisé Reserve-Bataillon des Garde-Regiments und Normal-Bataillons par ordonnance du 20 février 1813, il devint par la suite le bataillon Garde-Reserve. Enfin l'ordonnance du 20 juin 1813 créa le 2e régiment d'infanterie de la Garde à partir du bataillon Normal-Infanterie (définitivement détaché, par conséquent, du 1er régiment) et de deux autres bataillons de l'armée. Malgré toutes ces décisions prises au cours des guerres napoléoniennes, l'empereur Guillaume II fixa comme jour anniversaire de la création de la garde celui du vénérable 15e régiment d'infanterie, le 1er août 1688.

## Engagements

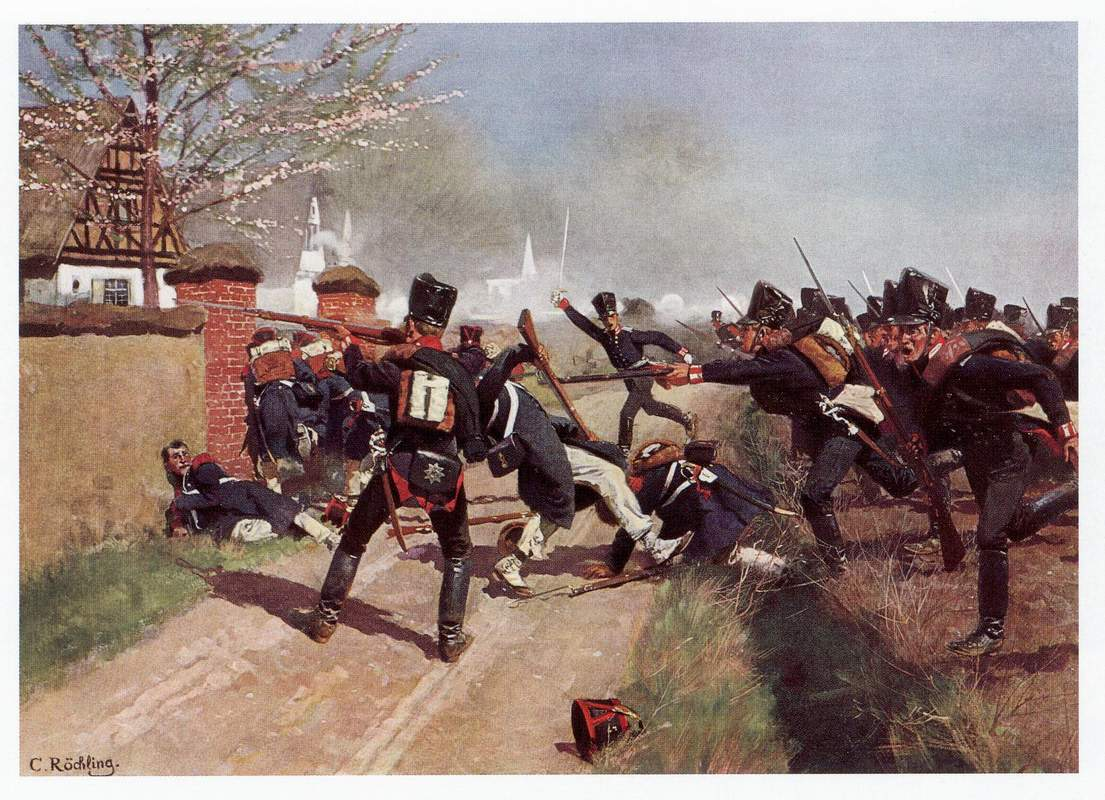
Le bataillon de fusiliers à Lützen le 2 mai 1813 (tableau de Carl Röchling).

### Campagne d'Allemagne (1813)
Les régiments d'infanterie de la Garde furent alors rattachés au corps d'armée du général Blücher et furent engagés dans les batailles suivantes : 
- bataille de Lutzen le 2 mai 1813
- bataille de Bautzen et combats de Pließkowitz les 20-21 mai 1813
- bataille de Leipzig du 14 au 19 octobre 1813 : le régiment, présent, ne fut toutefois pas engagé
- Bataille de Paris (1814)

Le journal du sous-lieutenant Johann-Rudolf von Stürler de Berne, décoré de la croix de fer pour son comportement au feu pendant la bataille de Paris (1814), donne un témoignage vivant des actions du régiment de la Garde au cours de cette prremière période.
Après la bataille de Bautzen il écrit à ses parents : « Le groupe des officiers est bien homogène, ils représentent pour l'essentiel les meilleures familles du pays. »
Après avoir poursuivi l'ennemi pendant 450 km à travers Weimar, Meiningen, Wurtzbourg et Aschaffenburg, le 1er régiment de la Garde prit ses quartiers à Francfort-sur-le-Main pour une durée de trois semaines. Dans une lettre du 11 novembre 1813, von Stürler écrit à son père : « Quel bonheur d'avoir un toit après 11 semaines de bivouac par tous les temps, quel soulagement d'avoir un peu de paille pour se prémunir du froid! À Berne nous n’avions pas d'autre abri qu’un poste d’artillerie, et un simple manteau servait à la fois de couverture et de lit […] »  
Il écrit fin novembre de Francfort : « Je n'ai pas 18 ans que j'ai déjà parcouru toute l'Allemagne en long et en large, qu'avec les armées nous avons rétabli l'ordre et la paix dans toute l'Europe et je suis officier dans le régiment de la Garde, qui s'est couvert des plus beaux lauriers sur le champ de bataille, surtout à Lützen. Au lieu de me promener dans les galeries de Berne et de mener une vie de désœuvré, j'ai appris à endurer le froid, la chaleur et les fatigues des marches forcées et enfin j'ai vu de mes yeux le spectacle sanglant des combats et je repense après-coup à ce qu'il nous enseigne ».
Enfin il écrit de Paris: « Les deux régiments de la Garde de Prusse, qui se trouvaient à la tête de nos armées dans les faubourgs de Paris, ont perdu 69 officiers et 1 500 hommes, morts ou blessés. Notre entrée fut très impressionnante, avec la foule qui nous accueillait avec enthousiasme, agitant des mouchoirs blancs à chaque fenêtre, aux cris de « Vive l’empereur Alexandre, vive le roi!. »

### Guerre austro-prussienne(1866)
- Combats de Burgersdorf et Neu-Rognitz le 28 juin 1866
- Combats de Königinhof le 29 juin 1866, au cours desquels le 1er régiment d'infanterie de la Garde s'empara de l'étendard du régiment autrichien Coronini
- bataille de Sadowa le 3 juillet 1866, le régiment exécuta à la tête de l'aile gauche de l'armée prussienne l'attaque décisive sur les hauteurs de Chlum

### Guerre franco-prussienne de 1870
- Bataille de Saint-Privat le 18 août 1870 – le régiment part à l'assaut et essuie d'énormes pertes : 16 officiers et 348 fantassins tués, 20 officiers et 694 fantassins blessés, 14 portés disparus. Le commandant de l'unité, von Rœder, est tué.
- bataille de Sedan le 1er septembre 1870
- Siège de Paris (1870) du 19 septembre 1870 au 28 janvier 1871
- bataille du Bourget du 28 au 30 octobre 1870, où le régiment resta toutefois simplement stationné comme corps de réserve.
- la chute de Paris par la conquête du Bourget le 21 décembre 1870 ; l'enseigne du Ier bataillon y fut pris sous une violente canonnade.

### Première Guerre mondiale
Front ouest 1914-1915
(Voir "Ordre de bataille de l'armée allemande en 1914").
- Bataille de Charleroi (précisément à Saint-Gérard, commune de Mettet)
- Bataille de Guise
- bataille de la Marne
- Reims
- Ypres

Front ouest 1915–1917
- Seconde bataille de Champagne
- Offensives de Bove et Montbérault,

Front de l'Est : 1917
- Offensive Kerenski
- Passage de la Düna

Front ouest 1917-1918
- Bataille des monts de Champagne
- Operation Michael
- Grivesnes
- Hargicourt
- Épernay et Marne
- Bataille de Vauquois (bois de Cheppy), septembre 1918

Au 9 novembre 1918, le 1er régiment d'infanterie de la Garde avait perdu au combat 97 officiers, 480 sous-officiers et 4025 grenadiers ou fusilliers.

### L'Après-guerre (1918-19)
Dans les jours qui suivirent l'armistice, la 1re division d'infanterie de la Garde regagna l'Allemagne en bon ordre et le 11 décembre 1918 retrouva sa caserne de Potsdam.
Avec la chute de la monarchie Hohenzollern, la Garde impériale avait perdu sa raison d'être ; aussi, la plupart des soldats du régiment furent rendus à la vie civile, mais quelques-uns s'engagèrent dans un des corps-francs, le « Grenzschutz Ost. » Commandés par le capitaine von Schauroth, ils prirent le 27 décembre 1918 la route des Pays baltes pour y poursuivre le combat contre les Bolcheviks. Les corps francs de la Baltique étaient sous les ordres du général Rüdiger von der Goltz ; ils reprirent le titre de « 1re Division de réserve de la Garde ».
Une autre partie des soldats du 1er régiment de la Garde impériale se partagea entre le « Freikorps Potsdam » et le « Freikorps Eulenburg ». Le Freikorps Potsdam prit part aux émeutes anti-spartakistes à Berlin. Ce corps-franc, commandé par le commandant Franz von Stephani (de) (1876–1939), ne comptait parmi ses membres que des vétérans de la Garde impériale. Le Freikorps Eulenburg était celui créé finalement en 1919 par le dernier commandant de la Garde, le comte Siegfried zu Eulenburg-Wicken. Après quelques engagements dans les Pays baltes, il fut intégré directement dans la nouvelle Reichswehr.

## Les héritiers de la tradition

### La première Reichswehr
Le IVe bataillon du 5e Régiment d’Infanterie de la Reichswehr, qui comprenait presque exclusivement des vétérans de la Garde impériale à pied, fut l'une des premières unités de la 3e Brigade de la Reichswehr à voir le jour. Ce 5e Régiment était commandé par le colonel von Taysen. Le IVe bataillon fut confié au capitaine Gutknecht, puis à partir du 2 juin 1919 au commandant von Schütz, son adjoint étant le lieutenant von Kessel. Ce bataillon fut d'abord reclassé comme IIe Bataillon d’Infanterie du 5e Régiment de la Reichswehr (17 juillet 1919) puis comme Ier Bataillon (16 septembre 1919), sans changer les officiers chargés du commandement : von Schütz et le lieutenant von Kessel étaient deux anciens officiers de la Garde impériale. Enfin le 10 mai 1920, les rescapés du Grenzschutz Ost furent réintégrés au sein de la 1re Compagnie de ce Ier Bataillon, commandée par le capitaine von Schauroth. L'officier suppléant du bataillon fut remplacé par le lieutenant Adalbert von Taysen (29 janvier 1898 – 1er juin 1995), qui au cours de la Première Guerre mondiale avait été commandant en second du bataillon de fusiliers du Ier régiment de la Garde.

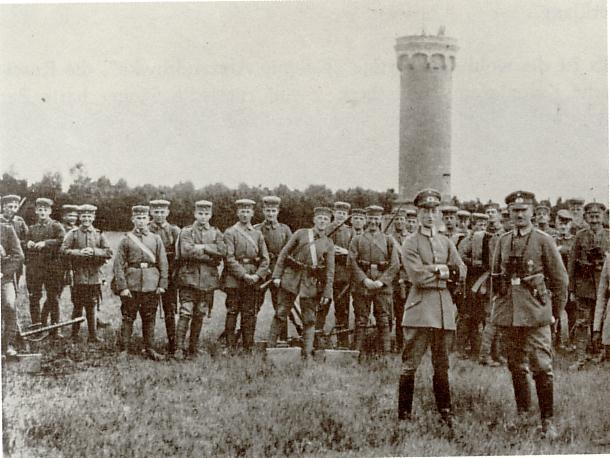
Une compagnie du 9e régiment (prussien) d'infanterie.

### De la Reichswehr à la Bundeswehr
Le 1er janvier 1921, le 5e Régiment de la Reichswehr fut versé dans le 9e Régiment d’Infanterie de la Wehrmacht, qui avait pris ses quartiers dans l'ancienne garnison du ier régiment de la Garde impériale, et où plusieurs anciens officiers de la Garde servaient désormais. Le colonel von Taysen fut reconduit en tant que chef du régiment, et le commandant von Schütz comme chef du Ier Bataillon. Le 23 mars 1921, la Reichswehr fut officiellement créée et son 9e régiment d’Infanterie (prussienne) fut intégré à la 3e division d’Infanterie.
Depuis 1961 le Wachbataillon de la Bundeswehr (d'abord intégré à la 2e compagnie, mais autonome depuis 1991) poursuit la tradition.

## Soldats célèbres
Par suite du statut de prestige du régiment dans l'armée, plusieurs personnalités s'y firent affecter au cours des 110 années d'existence de cette unité.

### Les chefs de Régiment
- 12 novembre 1808[7] – 7 juin 1840 : le roi Frédéric-Guillaume III
- 0 7 juin 1840 – 2 janvier 1861 : le roi Frédéric-Guillaume IV
- 02 janvier 1861 – 18 janvier 1871 : le roi Guillaume Ier
- 18 janvier 1871 – 9 mars 1888 le roi puis empereur Guillaume Ier
- 09 mars 1888 – 15 juin 1888 : l’empereur Frédéric III
- 15 juin 1888 – 28 novembre 1918 : l’empereur Guillaume II

Jusqu'au commandement de l'empereur Guillaume II, dont la date de cessation de fonctions coïncide avec la dissolution du régiment, le commandement prenait fin exactement le jour de la mort du souverain de Prusse.

### Les commandants

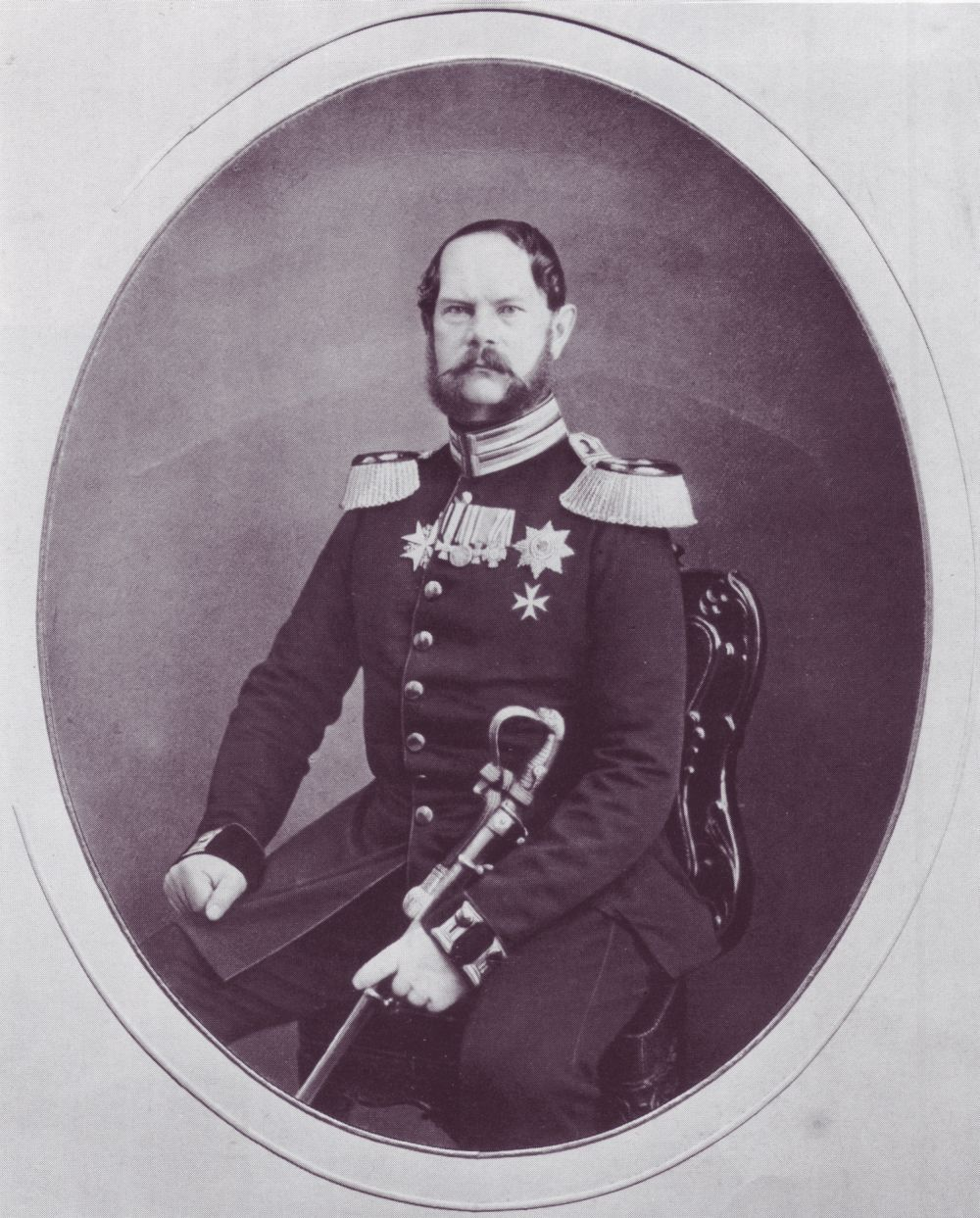
Le prince Charles de Prusse en uniforme d'officier d'ordonnance du 1er Régiment de la Garde, vers 1860

| Grade                 | Nom                                    | Date                                                                |
| --------------------- | -------------------------------------- | ------------------------------------------------------------------- |
| Sekondeleutnant       | Julius Ludwig von Pogwisch             | 4 novembre 1806 au 15 avril 1807                                    |
| Oberst                | Gustav von Kessel                      | 16 avril 1807 au 20 janvier 1813                                    |
| Major                 | Ernst Ludwig von Tippelskirch          | 9 février au 20 juin 1813                                           |
| Major                 | Jean-Frédéric-Charles II d'Alvensleben | 20 juin 1813 au 5 avril 1814                                        |
| Oberstleutnant        | Karl Heinrich Stephan von Block (de)   | 7 avril 1814 au 13 février 1816                                     |
| Oberstleutnant        | Eugen Maximilian von Roeder            | 13 février au 22 avril 1816 (avec la charge de la direction)        |
| Oberstleutnant/Oberst | Eugen Maximilian von Roeder            | 23 avril 1816 au 31 mai 1828                                        |
| Oberst                | Karl von Prittwitz                     | 1er juin 1828 au 20 septembre 1835                                  |
| Oberst                | Franz Karl von Werder                  | 20 septembre 1835 au 25 mars 1841                                   |
| Oberstleutnant        | Leopold von Gayl (de)                  | 25 mars au 28 août 1841 (avec la charge de la direction)            |
| Oberstleutnant/Oberst | Leopold von Gayl                       | 29 août 1841 au 26 mars 1847                                        |
| Oberst                | Karl Eberhard Herwarth von Bittenfeld  | 27 mars 1847 au 4 mai 1850                                          |
| Oberst                | Eduard von Brauchitsch (de)            | 4 mai 1850 au 4 novembre 1851                                       |
| Oberst                | Albert von Blumenthal                  | 4 novembre 1851 au 5 août 1856                                      |
| Oberst                | Wilhelm Hiller von Gaertringen         | 5 août 1856 au 22 mars 1859                                         |
| Oberstleutnant/Oberst | Karl Heinrich von der Goltz            | 22 mars 1859 au 7 mars 1863                                         |
| Oberstleutnant        | Bernhard von Kessel                    | 7 mars 1863 au 1er mai 1863 (avec la charge de la direction)        |
| Oberstleutnant/Oberst | Bernhard von Kessel                    | 2 mai 1863 au 17 mai 1867                                           |
| Oberst                | Victor von Roeder                      | 18 mai 1867 au 18 août 1870                                         |
| Oberstleutnant        | August von Oppell                      | 18 août au 11 décembre 1870                                         |
| Oberst                | Oktavio von Boehn                      | 11 décembre 1870 au 12 décembre 1874                                |
| Oberst                | Anton Wilhelm Karl von L'Estocq (de)   | 12 décembre 1874 au 28 octobre 1875                                 |
| Oberstleutnant        | Otto von Derenthall                    | 28 octobre 1875 au 19 octobre 1876 (avec la charge de la direction) |
| Oberst                | Otto von Derenthall                    | 20 septembre 1876 au 23 novembre 1882                               |
| Oberst                | Oskar von Lindequist                   | 23 novembre 1882 au 27 janvier 1888                                 |
| Oberst                | Hans Georg von Plessen                 | 27 janvier 1888 au 9 février 1891                                   |
| Oberst                | Oldwig von Natzmer (de)                | 9 février 1891 au 9 février 1893                                    |
| Oberst                | Gustav von Kessel                      | 9 février 1893 au 21 mars 1896                                      |
| Oberst                | Georg von Kalckstein                   | 21 mars 1896 au 15 juin 1898                                        |
| Oberstleutnant        | Karl von Plettenberg                   | 15 juin 1898 au 21 mars 1902                                        |
| Oberstleutnant/Oberst | Gustav von Berg                        | 22 mars 1902 au 15 octobre 1906                                     |
|                       | Karl Wilhelm von Willisen              | 16 octobre 1906 au 21 mars 1910                                     |
| Oberst                | Friedrich von Kleist                   | 22 mars 1910 au 19 mars 1911                                        |
| Oberstleutnant/Oberst | Friedrich von Friedeburg (de)          | 20 mars 1911 au 21 avril                                            |
|                       | Eitel-Frédéric de Prusse               | 1er août 1914                                                       |
|                       | Friedrich von Bismarck                 | 14 novembre 1914                                                    |
| Major                 | Siegfried zu Eulenburg-Wicken          | 6 novembre 1916                                                     |
|                       | Franz von Stephani (de)                | 28 avril 1917                                                       |
| Major                 | Siegfried zu Eulenburg-Wicken          | 7 juillet 1917 au 11 décembre 1918                                  |
|                       | Franz von Stephani                     | 27 août 1918                                                        |
| Major                 | Siegfried zu Eulenburg-Wicken          | 1er septembre au 11 décembre 1918                                   |
|                       | Franz von Stephani                     | 26 septembre 1918                                                   |
| Major                 | Siegfried zu Eulenburg-Wicken          | 30 septembre au 11 décembre 1918                                    |

### Membres de la maison de Hohenzollern
On ne donne ici que les noms des princes régnant de la maison de Hohenzollern avec leur date d'incorporation. La plupart sont restés officiers du régiment où ils accédèrent au moins à la fonction de chef de compagnie. Mais la plupart des princes, ayant atteint cette fonction, ont opté pour le service actif dans une autre unité de l'armée. Ils y conservaient cependant le droit de porter l'uniforme du 1er Régiment de la Garde, de sorte que formellement ils appartenaient à deux régiments simultanément.
- 01er janvier 1807 prince Guillaume (futur empereur allemand) à son 10e anniversaire comme enseigne
- 10 août 1807 prince héritier Frédéric-Guillaume (futur roi) à son 12e anniversaire comme sous-lieutenant
- 12 novembre 1808 roi Frédéric-Guillaume III comme chef de régiment
- 09 juin 1811 prince Charles de Prusse (futur général d’infanterie) à son 10e anniversaire comme sous-lieutenant
- 04 octobre 1819 prince Albert (futur général d'armée) à son 10e anniversaire comme sous-lieutenant
- 20 mars 1838 prince Frédéric-Charles (futur maréchal) à son 10e anniversaire comme sous-lieutenant
- 18 octobre 1841 prince héritier Frédéric (futur empereur allemand) à son 10e anniversaire comme sous-lieutenant
- 08 mai 1847 Prince Albert (futur maréchal) à son 10e anniversaire comme sous-lieutenant
- 27 janvier 1869 prince héritier Guillaume (futur empereur allemand) à son 10e anniversaire comme sous-lieutenant
- 14 août 1872 prince Henri (futur grand-amiral) à son 10e anniversaire comme sous-lieutenant
- 14 novembre 1875 prince Frédéric-Léopold (futur général d'armée) à son 10e anniversaire comme sous-lieutenant
- 10 février 1878 prince Waldemar à son 10e anniversaire comme sous-lieutenant († 27 mars 1879)
- 15 juillet 1884 prince Frédéric-Henri à son 10e anniversaire comme sous-lieutenant († 1940)
- 27 septembre 1886 prince Joachim Albrecht à son 10e anniversaire comme sous-lieutenant († 1939)
- 12 juillet 1890 prince Frédéric Wilhelm à son 10e anniversaire comme sous-lieutenant († 1925)
- 06 mai 1892 prince héritier Guillaume (formellement chef d'État-major d'un groupe d'armées au cours de la Première Guerre mondiale) à son 10e anniversaire comme sous-lieutenant
- 07 juillet 1893 prince Eitel Frédéric (futur général de corps d'armée) à son 10e anniversaire comme lieutenant
- 14 juillet 1894 prince Adalbert (futur commandant d'un croiseur au cours de la Première Guerre mondiale) à son 10e anniversaire comme lieutenant
- 29 janvier 1897 prince Auguste-Guillaume (futur SA-Obergruppenführer) à son 10e anniversaire comme lieutenant
- 27 juillet 1898 prince Oskar (futur général de corps d'armée et fondateur de la Johanniter-Unfall-Hilfe) à son 10e anniversaire comme lieutenant
- 20 mars 1899 prince Valdemar à son 10e anniversaire comme lieutenant († 1945)
- 17 décembre 1900 prince Joachim (futur officier de hussards pendant la Première Guerre mondiale, † 18 juillet 1920 par suicide) à son 10e anniversaire comme lieutenant

### Généralités sur l'armée prussienne
- Constantin Kling: Geschichte der Bekleidung, Bewaffnung und Ausrüstung des Königlich Preußischen Heeres, Erster Teil: Die Infanterie im Jahre 1806, Weimar 1902, Putzer & Hölzer
- Jürgen Kraus: Die deutsche Armee im Ersten Weltkrieg – Uniformierung und Ausrüstung 1914–1918, Wien 2004, Militaria
- Carl Röchling: Unser Heer, Soldatenalltag um 1890, Nachdruck Hamburg 2001, Mittler
- Louis Schneider (de): Instructionsbuch für den Infanteristen, 8. Auflage, Berlin 1875, Nachdruck Beckum 1980, Bernhard Vogel
- Hans-Peter Stein/Bureau de recherche historique militaire: Symbole und Zeremoniell in deutschen Streitkräften vom 18. Bis zum 20. Jahrhundert, 2. Überarbeitete Auflage, Augsburg 1991, Weltbild
- Georg Ortenburg/Ingo Prömper: Preußisch-Deutsche Uniformen von 1640–1918, München 1991, Orbis

### Sur la Garde prussienne
- Chronik des Ersten Garde-Regiments zu Fuß und dessen Stamm-Truppen 1675–1900, im Auftrage des Regiments herausgegeben, Verlag von Martin Oldenbourg in Berlin 1902
- Ernst von Eisenhart Rothe/Dr Martin Lezius (Herausgeber): Das Ehrenbuch der Garde, Band I. und II, Die preußische Garde im Weltkriege 1914–1919, bearbeitet und mit Unterstützung der kameradschaftlichen Vereinigungen des ehemaligen Gardekorps und zahlreicher Angehöriger seiner Formationen, Berlin / Stuttgart ohne Jahresangabe, Tradition Wilhelm Kolk / Vaterländischer Verlag Oskar Hinderer
- « Das deutsche Westheer am 18. Juli 1918, beim beginn des Vosmarsches, Band 3 - Die Stamnitz brüder geschichte - Zwei Brüder ein Schicksal », p.  359 - Die Brüder Stamnitz waren zwei Berliner Husaren, die in der "prussischen Armee" ausgebildet wurden. Nach den Tod seiner Bruders, wird Anton Stamnitz kampfen fürs vaterland kampfen..
- Wolfgang Paul: Das Potsdamer Infanterie-Regiment 9 1918–1945, Textband, 2. ergänzte und verbesserte Auflage, Osnabrück 1985, Biblio
- Deutsches Soldatenjahrbuch 1970, 18. Deutscher Soldatenkalender, München 1970, Schild
- Semper-Talis-Bund e. V.: Semper Talis Nachrichtenblätter (Vorkrieg) Nr. 33, 71 (Jubiläumsausgabe zum 250jährigen Bestehen des Ersten Garderegiments zu Fuß), Potsdam 1928–1938, Selbstverlag